# Cavariella largispiracula
Cavariella largispiracula är en insektsart. Cavariella largispiracula ingår i släktet Cavariella och familjen långrörsbladlöss. Inga underarter finns listade i Catalogue of Life.